# جاكوار أس-تايب (1963)
جاكوار أس-تايب (بالإنجليزية: Jaguar S-Type (1963))‏ هي سيارة من تصنيع شركة سيارات جاكوار.

## معرض صور

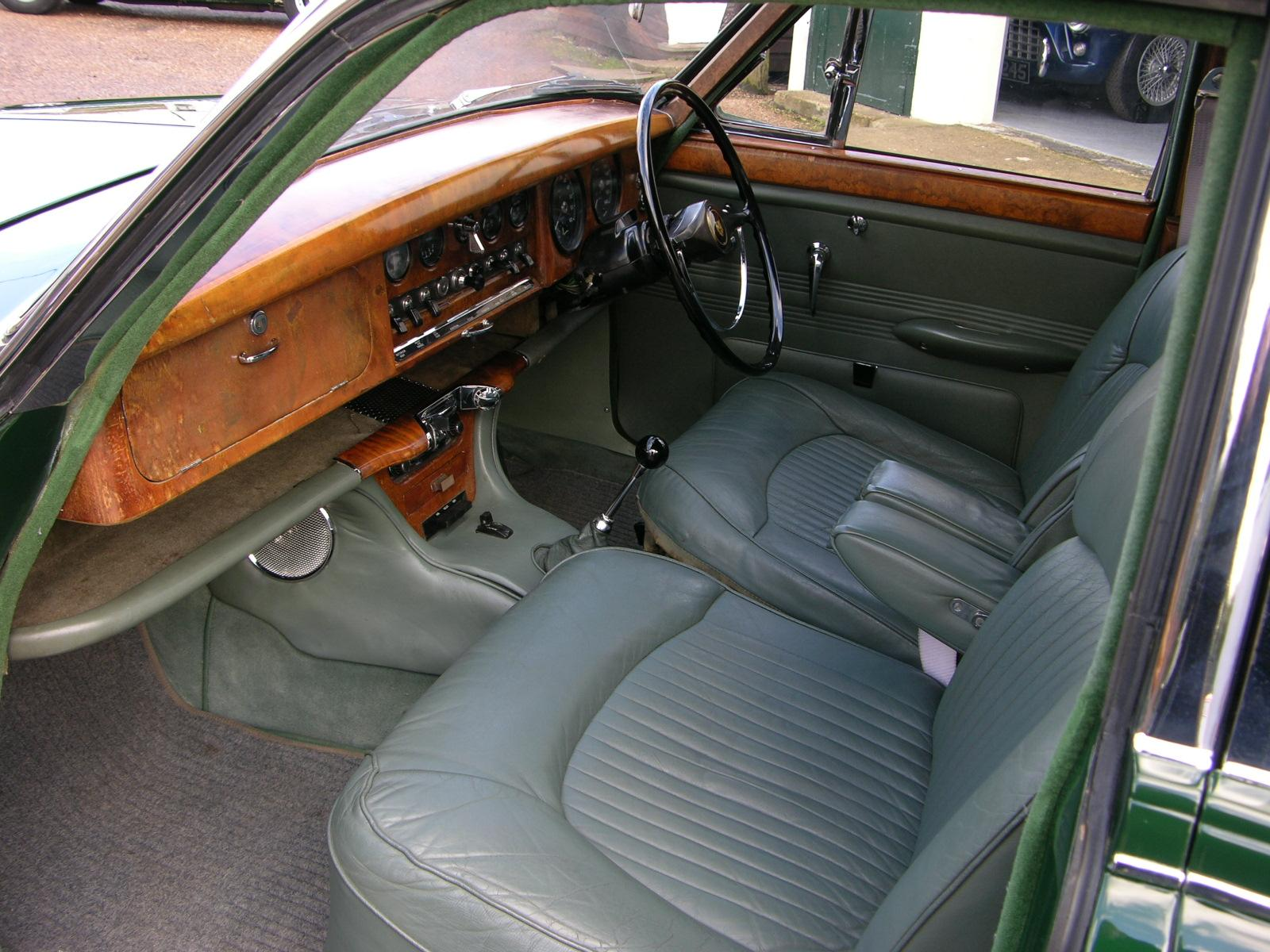
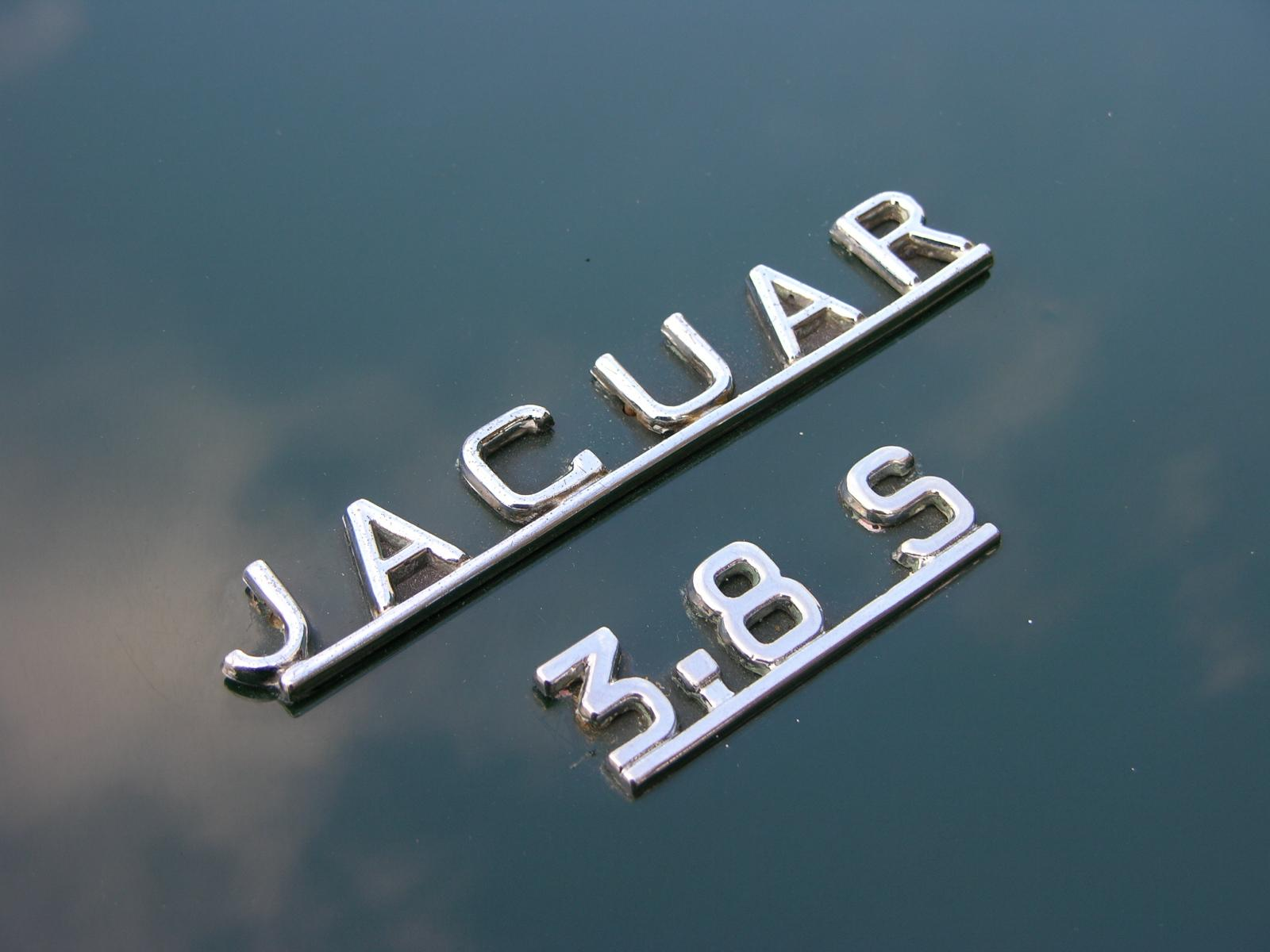
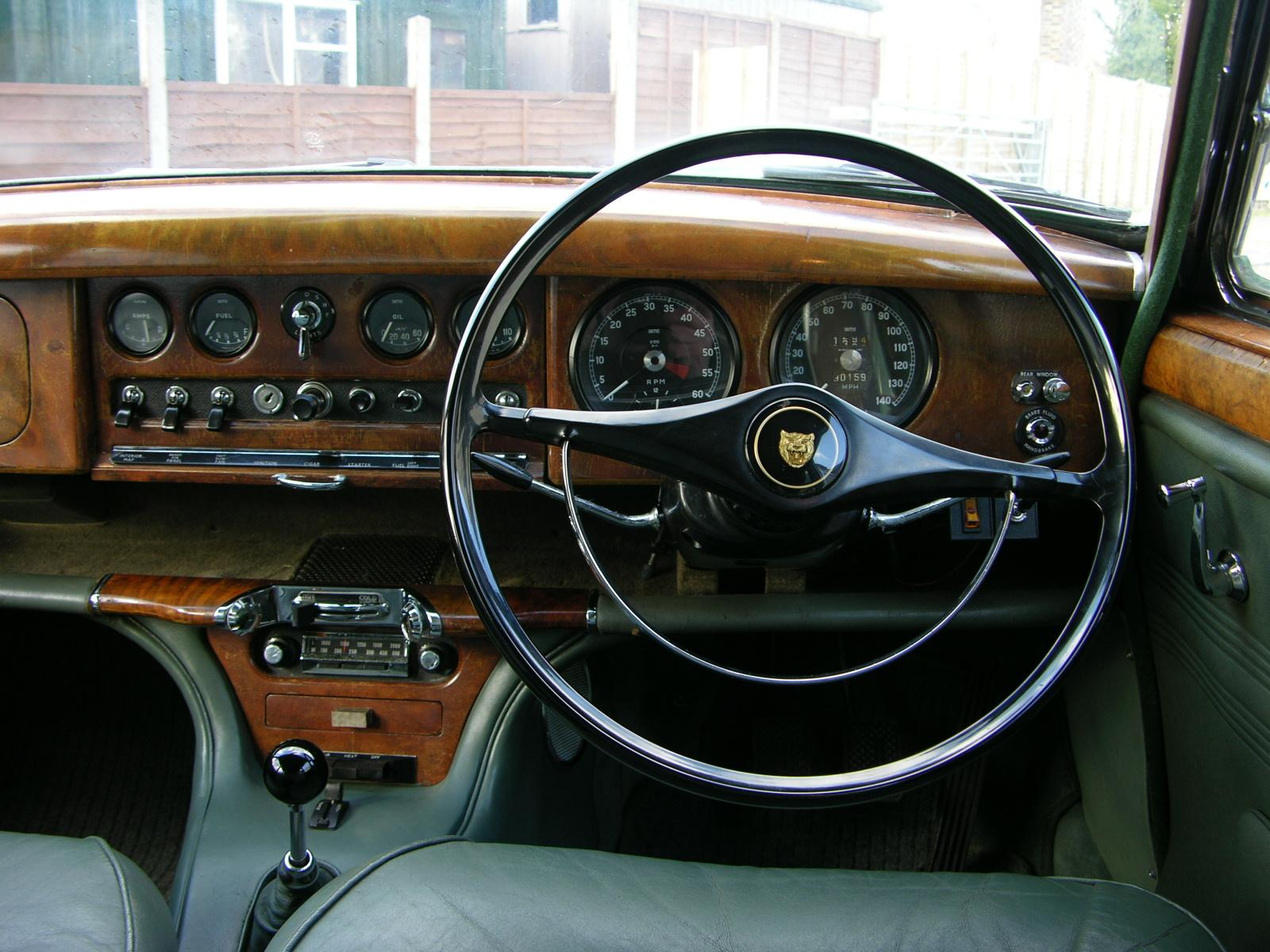
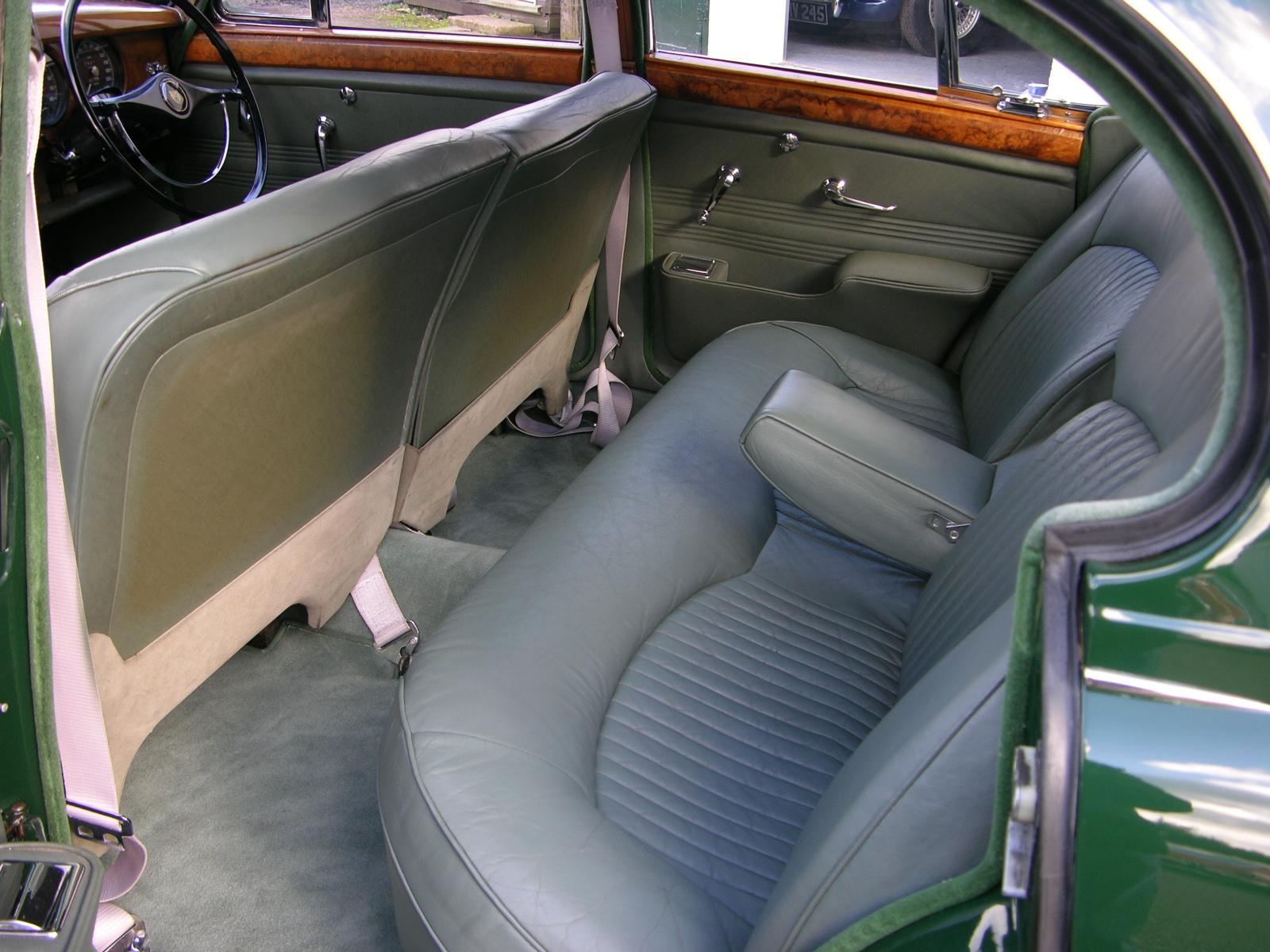
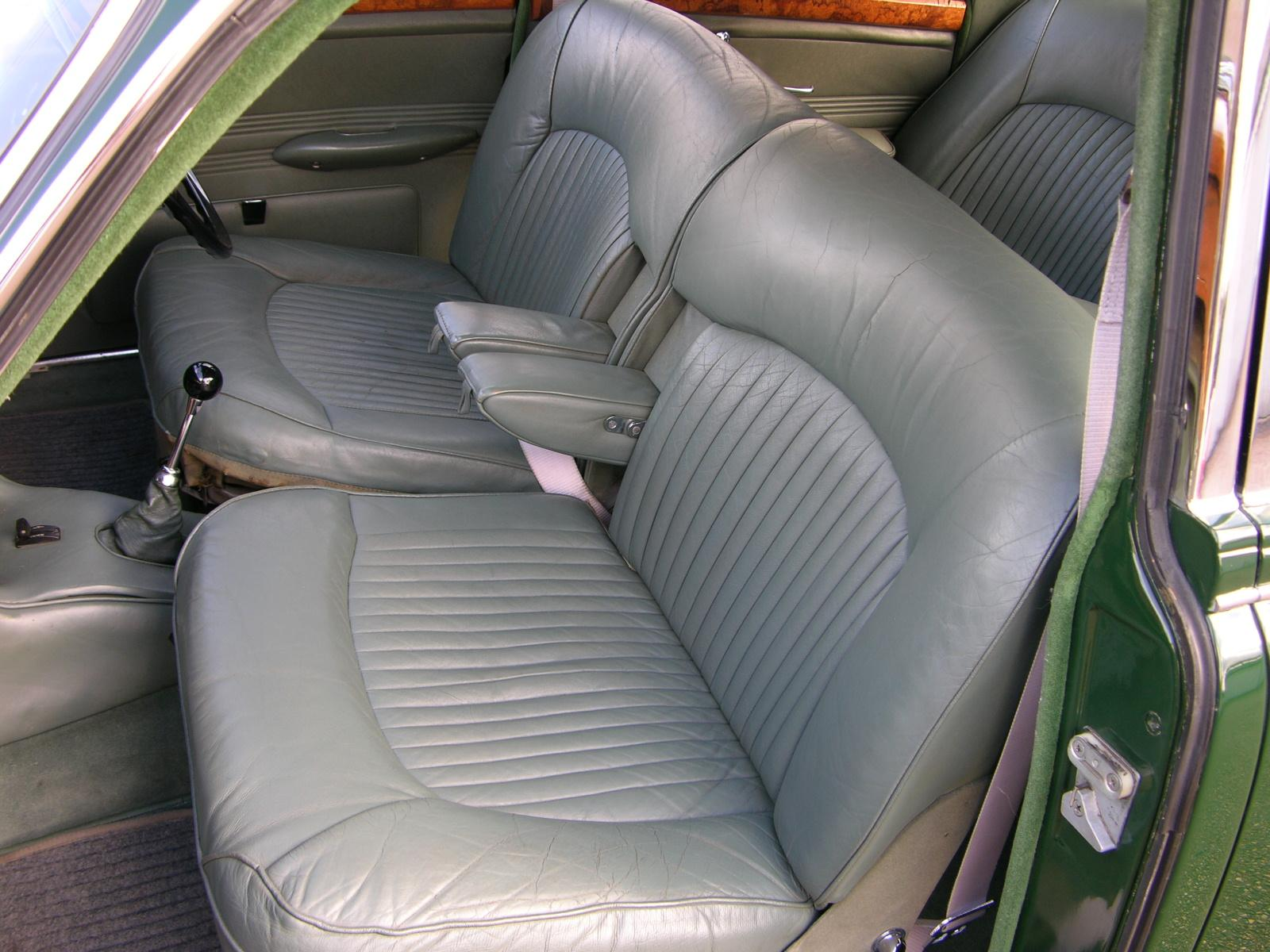